# Assamiidae
Assamiidae - rodzina pajęczaków z rzędu kosarzy i podrzędu Laniatores zawierająca ponad 400 opisanych gatunków i będąca tym samym trzecią najliczniejszą rodziną kosarzy. 

## Opis
Przedstawiciele tej rodziny osiągają od 2 do 8 mm długości ciała. Posiadają zazwyczaj długie nogi o długości od 4 do 40 mm. Ubarwienie ciała zwykle jest czerwonawobrązowe do żółtego z czarnym nakrapianiem i siatkowaniem. Niektóre gatunki mają rysunek na tarczy grzbietowej.

## Występowanie
Kosarze te występują w Starym Świecie z wyjątkiem Europy i Madagaskaru. Rozprzestrzenione są od Afryki przez południową Azję i Indonezję po Nową Gwineę, wyspy na Pacyfiku i Australię.

## Pokrewieństwo
Rodzina prawdopodobnie jest grupą siostrzaną dla Gonyleptoidea.

## Systematyka
Rodzina Assamidae została podzielona przez Roewera na 12 podrodzin, jednak wiele z nich wydaj się nieuzasadniona. Obecnie wyróżnia się 5 dużych grup gatunków, których zasięg nie pokrywa się z tradycyjnym podziałem na podrodziny:
- Dampterines -endemity Australii i Nowej Gwinei.
- Assamiinae -występują głównie w Indiach i Nepalu.
- Trionyxellinae -wyróżniają się posiadaniem pseudonychium. Występują w Indiach i na Sri Lance.
- Erecinae -zamieszkują centralną Afrykę.
- Irumuinae -są drobne i pozbawione oczu. Żyją w jaskiniach i glebie.

Tradycyjny podział na 12 podrodzin wygląda następująco:
- Aburistinae
- Acacinae
- Assamiinae
- Dampetrinae
- Erecinae
- Eupodaucheniinae
- Hypoxestinae
- Irumuinae
- Maruinae
- Polycoryphinae
- Selencinae
- Sidaminae